# 国際標準化機構が定める国際標準一覧 (ISO 1000 から ISO 1999 まで)
ISO 1 から ISO 999 まで - 国際標準化機構が定める国際標準一覧 - ISO 2000 から ISO 2999 まで
- ISO 1000 国際単位系(SI)およびその使用方法[1]（廃止）ISO 80000-1:2009
- ISO 1001 情報処理 - 情報交換用磁気テープのファイル構造及びラベル表示
- ISO 1002 転がり軸受 - 機体軸受 - 特徴、主要寸法、公差、静荷重定格
- ISO 1003 香辛料及び調味料 - ショウガ(Zingiber officinale Roscoe) - 仕様
- ISO 1004 情報処理 - 磁気インク文字の認識 - 印刷仕様
- ISO 1005 鉄道車両材料
- ISO 1006 建築構造 - モジュール割り - 基本モジュール
- ISO 1007 写真 - 135サイズフィルムマガジン - 仕様
- ISO 1008 写真 - 印画紙の寸法 - 一般用シート
- ISO 1009 写真 - 印画紙の寸法 - ロールプリンタ用
- ISO 1012 写真 - 一般用のシートフィルム及びロール写真フィルム - 寸法
- ISO 1013 コークス - 大きな容器に入れたかさ密度の測定
- ISO 1014 コークス - 相対真密度、相対見掛け密度及び気孔率の測定
- ISO 1017 褐炭及び亜炭 - トルエンに溶ける抽出物中のアセトンに溶ける材料(樹脂製物質)の測定
- ISO 1018 硬質炭 - 包蔵水分の定量
- ISO 1019 映画撮影 - 16mm動画カメラ用スプール、昼光負荷タイプ - 寸法
- ISO 1021 航空機 - エンジンナセル消火器の噴出口及びドア
- ISO 1022 航空宇宙 - 流体システム(旧型)用ガス状酸素補給口 - 寸法(インチ法)(新設計には無効)
- ISO 1023 航空機 - 高圧給気バルブ
- ISO 1026 果物及び野菜製品 - 減圧下の乾燥による乾物及び共沸蒸留による水分の定量
- ISO 1028 情報処理 - フローチャート記号[2]
- ISO 1029 針葉樹材木 - 欠陥 - 分類
- ISO 1030 針葉樹材木 - 欠陥 - 計測
- ISO 1031 針葉樹材木 - 欠陥 - 用語及び定義
- ISO 1032 針葉樹材木 - サイズ - 用語及び定義
- ISO 1033 航空機 - 汎用プッシュプル三極回路ブレーカの寸法
- ISO 1034 航空機 - 地上空調用接続部
- ISO 1035 熱間圧延棒鋼
- ISO 1036 繊維機械 - 染色機及び加工機 - 左側及び右側の定義
- ISO 1039 映画撮影 - 動画及び磁気フィルムロールの芯 - 寸法
- ISO 1040 建築構造 - モジュール割り - 水平割り寸法用マルチモジュール
- ISO 1041 精油 - 凝固点の測定
- ISO 1042 実験用ガラス器具 - ワンマーク容積フラスコ
- ISO 1043 プラスチック - 記号及び略語
- ISO 1044 産業車両 - 電気車の鉛蓄電池 - 最適な電圧
- ISO 1049 ばら物用連続運搬管理装置 - 四角又は台形トラフを備えたバイブレーティングコンベヤ及びフィーダ
- ISO 1050 ばら物用連続運搬管理装置 - スクリューコンベヤ
- ISO 1051 リベットシャンクの直径
- ISO 1052 一般工業用鋼
- ISO 1060 プラスチック - 塩化ビニールのホモポリマー及びコポリマー樹脂
- ISO 1061 プラスチック - 硬質酢酸アセテート - 遊離酸性度の測定
- ISO 1063 界面活性剤 - 硬水中の安定性の測定
- ISO 1064 界面活性剤 - 詰め物に付けるペーストの見掛け密度の測定
- ISO 1065 エチレンオキシドから得られる非イオン系界面活性剤及び非イオン系界面活性剤 - 曇り点の測定
- ISO 1066 毛石鹸の分析 - グリセロール成分の定量方法 - 滴定法
- ISO 1067 石鹸の分析 - 鹸化できない物質、鹸化されていない物質及び鹸化可能だが鹸化されていない物質の定量
- ISO 1068 プラスチック - 塩化ビニールのホモポリマー及びコポリマー樹脂 - 圧縮見掛けかさ密度の測定
- ISO 1069 航海用羅針盤及びビナクル - 用語
- ISO 1070 開水路での液体流量の測定 - 傾斜面積法
- ISO 1071 溶接材料 - 鋳鉄の融接用被覆電極、ワイヤ、ロッド及び中空電極 - 分類
- ISO 1072 むく木製寄木 - 一般的性質
- ISO 1073 光学文字読み取り用英数字セット
- ISO 1080 モールステーパシャンク用コッタ穴
- ISO 1081 ベルト駆動 - Vベルト及びV形リブ付きベルト並びに対応する溝付きプーリー - 用語
- ISO 1082 採鉱 - チェーンコンベヤ用シャックル型コネクタ
- ISO 1083 球状黒鉛鋳鉄 - 分類法
- ISO 1085 ねじ及びナットの取付工具 - 両口スパナ - サイズの組合せ
- ISO 1086 情報及びドキュメンテーション - 書籍のとびら
- ISO 1087 用語作業 - 用語集
- ISO 1088 比重測定法 - 流速計による速度面積法 - 流量測定の不確かさを求めるためのデータの収集及び処理
- ISO 1089 スポット溶接装置用電極のテーパーばめ - 寸法
- ISO 1096 合板 - 分類法
- ISO 1099 金属材料 - 疲れ試験 - 軸力制御法
- ISO 1100 開水路での液体流量の測定
- ISO 1101 製品の幾何特性仕様(GPS) - 幾何公差表示方式 - 形状、姿勢、位置及び振れの公差
- ISO 1102 商用路上走行車 - 50 ㎜トローバーアイ - 互換性
- ISO 1103 路上走行車 - キャラバン及び軽量トレーラー用カップリングボール - 寸法
- ISO 1104 表面活性剤 - アルキルアリルスルホン酸ナトリウム(ベンゼン誘導体を除く) - 分析法
- ISO 1107 漁網 - 網 - 基本用語及び定義
- ISO 1108 香辛料及び調味料 - 非揮発性エーテル抽出物の定量
- ISO 1110 プラスチック - ポリアミド - 試験片の加速調整
- ISO 1112 時計製造 - 機能的又は非機能的宝石
- ISO 1113 情報処理 - 穿孔テープでの7ビット符号文字セットの表示
- ISO 1114 ココア豆 - 切断試験
- ISO 1118 アルミニウム及びアルミニウム合金中のチタンの定量方法 - クロモトロープ酸による吸光光度法
- ISO 1119 製品の幾何特性仕様(GPS) - 円すいテーパ
- ISO 1120 コンベヤベルト - 機械式固定具の強度の測定 - 静的試験方法
- ISO 1122 歯車用語
- ISO 1124 ゴム用配合剤 - カーボンブラックの船積み輸送の試料採取方法
- ISO 1125 ゴム用配合剤 - カーボンブラック - 灰分の求め方
- ISO 1126 ゴム用配合剤 - カーボンブラック - 加熱減量の求め方
- ISO 1127 ステンレス鋼管 - 寸法、公差及び単位長当たりの基準質量
- ISO 1129 ボイラー、過熱器及び熱鋼管器用鋼管 - 寸法、公差及び単位長当たりの基準質量
- ISO 1130 織物繊維 - 試験用サンプリング方法
- ISO 1132 転がり軸受 - 精度
- ISO 1133 プラスチック - 熱可塑性プラスチックのメルトマスフローレート(MFR)及びメルトボリュームフローレート(MVR)の測定
- ISO 1134 西洋なし - 冷凍保管
- ISO 1135 医用輸血器具
- ISO 1136 ウール - 繊維の平均直径の測定 - 通気性測定法
- ISO 1138 ゴム用配合剤 - カーボンブラック - 硫黄分の求め方
- ISO 1139 繊維 - 糸の表示法
- ISO 1140 繊維ロープ - ポリアミド - 三つ打ち、四つ打ち及び八つ打ちロープ
- ISO 1141 繊維ロープ - ポリエステルド - 三つ打ち、四つ打ち及び八つ打ちロープ
- ISO 1143 金属材料 - 回転曲げ疲労試験
- ISO 1144 繊維 - 線密度表示のための統一方式:Texシステム
- ISO 1146 実験室用検定温度錐 - 仕様
- ISO 1147 プラスチック/ゴム - 重合分散体及び合成ゴムラテックス - 凍解サイクル安定性試験
- ISO 1150 繊維機械 - 始動引通機能を備えた機のたて止まり運動用ドロップワイヤ
- ISO 1151 航空力学 - 概念、数量及び記号
- ISO 1154 情報処理 - 穿孔紙テープ - 送り穴及び符号穴の寸法及び位置
- ISO 1155 情報処理 - 情報メッセージの中のエラーを検出するための行方向奇偶の使用
- ISO 1158 プラスチック - ホモポリマー及びコポリマーの塩化ビニール - 塩素成分の定量
- ISO 1161 シリーズ1貨物コンテナ - コーナー取付具 - 仕様
- ISO 1163 プラスチック - 硬質ポリ塩化ビニール(PVC - U)成形及び押出成形材
- ISO 1167 流体の輸送のための熱可塑性管、管継手及びアセンブリ - 内部圧力に対する耐性の測定
- ISO 1169 亜鉛合金 - アルミニウム含有量の定量 - 滴定法
- ISO 1170 石炭及びコークス - 基準を異にする分析の計算法
- ISO 1171 固形鉱物燃料 - 灰分の定量
- ISO 1172 織物用ガラス強化プラスチック - プリプレグ、成形材料及びラミネート - 織物用ガラス及び鉱物充填材成分の測定 - 仮焼法
- ISO 1173 ねじ及びナットの取付工具 - 手動及び機械駆動ねじ回しのビット及び連結部のドライブエンド - 寸法、トルク試験
- ISO 1174 ねじ及びナットの取付工具 - ドライビングスクエア
- ISO 1176 路上走行車 - 質量 - 用語及び規約
- ISO 1177 情報処理 - 調歩の文字構造及び同期文字指向伝送
- ISO 1178 マグネシウム合金中の可溶性ジルコニウムの定量方法 - アリザリンレッドＳ吸光光度法
- ISO 1179 一般用途及び流体動力用継手 - 弾性又は金属対金属封止をもつISO 228-1ねじ付きポート及びスタッド
- ISO 1180 空気動力工具のシャンク及びチャックブッシングの取付寸法
- ISO 1181 繊維ロープ - マニラ麻及びサイザル麻 - 三つ打ち、四つ打ち及ぶ八つ打ちロープ
- ISO 1182 材料の燃焼試験反応 - 不燃試験
- ISO 1183 プラスチック - 非発泡プラスチックの密度の測定方法
- ISO 1185 路上走行車 - けん引車と非けん引車との電気接続のためのコネクタ - 20 Vの公称電源をもつ車両の7極コネクタタイプ24N (標準)
- ISO 1188 映画撮影 - フルコート16mm動画フィルムに録音される磁気録音音の特徴 - 仕様
- ISO 1189 映画撮影 - 磁気線入りの公開番を除く35mm動画フィルムに録音される磁気録音音の特徴 - 仕様
- ISO 1190 銅及び銅合金 - 略式名称
- ISO 1198 航空機用シールドビーム着陸ランプ - 寸法
- ISO 1203 写真 - ロールフィルム用カメラ - 裏窓の位置
- ISO 1204 往復動機関 - 回転方向及びシリンダーヘッドのシリンダー及びバルブの表示法並びに右回り及び左回りエンジンの定義及びエンジン上の位置
- ISO 1206 転がり軸受 - 針状ころ軸受の48、49及び69系列 - 主要寸法と精度
- ISO 1207 すりわり付きチーズ小ねじ - 部品等級A
- ISO 1208 香辛料及び調味料 - 汚物の定量
- ISO 1209 硬質発泡プラスチック - 曲げ特性の測定
- ISO 1211 牛乳 - 脂肪分の定量方法 - 重量法(参照方法)
- ISO 1212 リンゴ - 冷凍保存
- ISO 1213 固形鉱物燃料 - 用語集
- ISO 1215 市販乾燥未使用コルク、回収、採り残しコルク材のごみ及びコルク廃棄物 - 定義及び包装
- ISO 1216 厚板状コルク材 - 等級、分類法及び包装
- ISO 1217 容積圧縮機 - 合否判定試験
- ISO 1219 流体動力システム及び部品 - 図記号及び回路図
- ISO 1222 写真 - 三脚接続
- ISO 1223 映画技術 - テレビ用映画フィルムの画面積
- ISO 1224 転がり軸受 - 計器用精密軸受
- ISO 1230 写真 - 電子フラッシュ機器のためのフラッシュガイドナンバーの求め方
- ISO 1232 アルミニウム製造用酸化アルミニウム - シリカ成分の定量方法 - シリコモリブデン錯体による吸光光度法
- ISO 1234 割りピン - メートル系
- ISO 1237 芥子の種 - 仕様
- ISO 1241 精油 - アセチル化前後のエステル価の定量並びに遊離アルコール及びアルコール総量成分の評価
- ISO 1242 精油 - 酸価の定量
- ISO 1247 塗料用アルミニウム顔料
- ISO 1248 酸化鉄顔料 - 仕様及び試験方法
- ISO 1249 亜鉛黄(ジンクロメート)顔料 - 塩基性クロム酸亜鉛カリウム顔料及び四塩基性クロム酸亜鉛顔料
- ISO 1264 プラスチック - 塩化ビニールのホモポリマー及びコポリマー樹脂 - 抽出水のpHの測定
- ISO 1265 プラスチック - 塩化ビニール樹脂 - 不純物及び異物の数の測定
- ISO 1268 繊維強化プラスチック - 試験板の製造方法
- ISO 1269 プラスチック - 塩化ビニルホモポリマー及びコポリマー - 揮発分(水を含む)の定量
- ISO 1271 精油 - カルボニル価の定量方法 - 遊離ヒドロキシルアミン法
- ISO 1272 精油 - フェノール成分の定量
- ISO 1275 トランスミッション及びコンベヤー用ダブルピッチ精密ローラチェーン、アタッチメント及び付属チェーンスプロケット
- ISO 1279 精油 - カルボニル価の定量方法 - 塩酸ヒドロキシルアンモニウムによる電位差測定法
- ISO 1302 製品の幾何特性仕様(GPS) - 面の肌の図示方法
- ISO 1304 ゴム用配合剤 - カーボンブラック - よう素吸着量の求め方
- ISO 1306 ゴム用配合剤 - 粒状カーボンブラック - 見掛け比重の求め方
- ISO 1307 ゴム及びプラスチックホース - ホースサイズ、最小及び最大内径、並びに内径及び許容差、切断長さの許容差
- ISO 1324 むく木製寄木 - オーク材片の分類
- ISO 1328 円筒歯車 - 精度等級
- ISO 1340 円筒歯車 - 購入仕様
- ISO 1341 すぐばかさ歯車 - 購入仕様
- ISO 1342 ローズマリー油(Rosmarius officinalis L)
- ISO 1346 繊維ロープ - ポリプロピレンスプリットフィルム、モノフィラメント及びマルチフィラメント(PP2)並びにポリプロピレン高強度マルチフィラメント(PP3) - 三つ打ち、四つ打ち及ぶ八つ打ちロープ
- ISO 1352 鋼 - ねじり応力疲労試験
- ISO 1361 軽量金属コンテナ - 丸形オープントップ缶 - 内径
- ISO 1382 ゴム - 用語
- ISO 1385 工業用フタル酸エステル - 試験方法
- ISO 1388 工業用エタノール - 試験方法
- ISO 1392 凝固点の測定 - 一般的方法
- ISO 1401 農業噴霧機用ゴムホース
- ISO 1402 ゴム、プラスチックホース及びアセンブリ - 水圧試験
- ISO 1403 繊維補強、一般送水用ゴムホース - 仕様
- ISO 1407 ゴム - 溶剤抽出分の求め方
- ISO 1408 加硫ゴム - カーボンブラック含有量の求め方 - (熱分解法)
- ISO 1409 プラスチック/ゴム - 重合分散体及びラテックス(天然及び合成) - リング法による表面張力の求め方
- ISO 1413 時計製造 - 耐衝撃時計
- ISO/TR 1417 自動車 - シートベルトの固定具
- ISO 1419 ゴム又はプラスチック引布 - 耐促進老化試験
- ISO 1420 ゴム又はプラスチック引布 - 耐水浸透性の求め方
- ISO 1421 ゴム又はプラスチック引布 - 引張強さと破断時伸びの求め方
- ISO 1431 加硫ゴム、熱可塑性ゴム - オゾンき裂測定方法
- ISO 1432 加硫ゴム、熱可塑性ゴム - 低温ぜい化の求め方(ゲーマン試験)
- ISO 1434 天然ゴムのベール - 被覆量 - 求め方
- ISO 1435 ゴム用配合剤 - 粒状カーボンブラック - 微粒分の求め方
- ISO 1436 ゴムホース及びホースアセンブリ - 油性又は水性流体のためのワイヤブレード強化油圧タイプ - 仕様
- ISO 1437 ゴム用配合剤 - カーボンブラック - ふるい残分の求め方
- ISO 1438 比重測定法 - 薄板ぜきを使用する開水路の流量測定
- ISO 1442 肉及び肉製品 - 含有水分の定量(参照方法)
- ISO 1443 肉及び肉製品 - 総脂肪分の定量
- ISO 1444 肉及び肉製品 - 遊離脂肪分の定量
- ISO 1446 未焙煎コーヒー豆 - 含水率の定量(参照方法)
- ISO 1452 加圧式給水並びに埋設及び地上排水・下水のためのプラスチック配管システム - 無可塑ポリ塩化ビニル(PVC-U)
- ISO 1456 金属及びその他の無機質皮膜 - ニッケル、ニッケル-クロム、銅-ニッケル及び銅-ニッケル-クロムの電着塗装
- ISO 1460 金属被覆 - 鉄鋼材料素地上の溶融亜鉛めっき - 付着量測定 - 質量計測法
- ISO 1461 鉄鋼製品の溶融亜鉛めっき - 規格及び試験方法
- ISO 1463 金属及び酸化物被覆 - 被覆厚さの測定 - 顕微鏡断面試験方法
- ISO 1464 航空宇宙 - 三角ジャッキ - クリアランス寸法
- ISO 1465 航空機 - 液体酸素補給継手 - 接合具の寸法
- ISO 1466 航空機のレバー式手動スイッチ - 性能要求事項
- ISO 1467 航空機の汎用プッシュプル一極回路ブレーカ - 性能要求事項
- ISO 1478 タッピングねじのねじ部
- ISO 1479 六角タッピンねじ
- ISO 1481 すりわり付きなべタッピンねじ
- ISO 1482 すりわり付き(平)皿タッピンねじ(並頭スタイル)
- ISO 1483 すりわり付き丸皿(オーバル)タッピンねじ(並頭スタイル)
- ISO 1496 シリーズ1貨物コンテナ - 仕様及び試験
- ISO 1501 ISOミニチュアスクリューねじ
- ISO 1502 ISO一般用メートルねじ - ゲージ及びゲージ検査
- ISO 1503 空間配置及び運動方向 - 人間工学的要求事項
- ISO 1505 繊維機械 - 染色機及び加工機の幅 - 呼び幅の定義及び範囲
- ISO 1506 繊維機械 - 染色機、加工機及び関連機械 - 分類法及び名称
- ISO 1509 航空機の汎用プッシュプル三極回路ブレーカ - 性能要求事項
- ISO 1513 塗料及びワニス - 試験用試料の検分及び調整
- ISO 1514 塗料及びワニス - 試験用標準試験板
- ISO 1516 引火/非引火の測定試験 - 密閉カップ式平衡法
- ISO 1518 塗料及びワニス - 表面乾燥性 - 引っかき硬度(荷重針法)
- ISO 1519 塗料及びワニス - 耐屈曲性(円筒形マンドレル法)
- ISO 1520 塗料及びワニス - 耐カッピング性
- ISO 1522 塗料及びワニス - 剛体振子試験
- ISO 1523 引火点の測定試験 - 密閉カップ式平衡法
- ISO 1524 塗料,ワニス及び印刷インキ - 分散度の測定
- ISO 1530 魚網 - 結び網の説明及び呼称
- ISO 1531 漁網 - 網の吊し - 基本用語及び定義
- ISO 1532 漁網 - 節網の一定形状への切断（テーパリング）
- ISO 1535 ばら物用連続機械取扱装置 - トラフ形ベルトコンベヤー(移動式コンベヤーを除く) - ベルト
- ISO 1536 ばら物用連続機械取扱装置 - トラフ形ベルトコンベヤー(移動式コンベヤーを除く) - ベルトプーリー
- ISO 1537 ばら物用連続機械取扱装置 - トラフ形ベルトコンベヤー(移動式コンベヤーを除く) - アイドラー
- ISO 1538 プログラミング言語 - ALGOL 60
- ISO/IEC 1539 情報技術 - プログラム言語 - FORTRAN
- ISO 1540 航空宇宙 - 航空機電気系統の特性
- ISO 1545 牛の搾乳記録手順
- ISO 1546 牛の搾乳記録手順
- ISO 1547 航空機 - 精密ヒューズリンク - 一般要求事項
- ISO 1548 航空機 - 精密ヒューズリンク - タイプA
- ISO 1549 航空機 - 精密ヒューズリンク - タイプB
- ISO 1552 工業用液化塩素 - サンプリング方法(塩素成分容積のみの定量を目的にした)
- ISO 1553 銅99.90%以上を含む銅の電解重量法
- ISO 1554 展伸材用及び鋳物用銅合金 - 銅の電解重量法
- ISO 1563 歯科用アルギン酸塩印象材
- ISO 1564 寒天をベースとする歯科用水溶性印象材
- ISO 1572 茶 - 既知の乾物粉サンプルの作成
- ISO 1573 茶 - 103℃での減量の測定
- ISO 1575 茶 - 灰分総量の定量
- ISO 1576 茶 - 水に溶ける灰分及び水に溶けない灰分の定量
- ISO 1577 茶 - 酸に溶けない灰分の定量
- ISO 1578 茶 - 水に溶ける灰分のアルカリ度の測定
- ISO 1580 すりわり付きなべ小ねじ - 部品等級A
- ISO 1585 路上走行車 - エンジン試験規約 - 正味出力
- ISO 1586 繊維機械及び附属品 - シャットル - シャットルアイの位置を基準とする用語及び表示法
- ISO 1598 プラスチック - 酢酸セルロース - 溶けない粒子の測定
- ISO 1599 プラスチック - 酢酸セルロース - 成形時の粘度減少度の測定
- ISO 1600 異なる加熱時間を使って製造された成形試験片での吸光度の測定
- ISO 1604 ベルト駆動 - 業務用速度設定器のエンドレスワイドVベルト及びそのプーリーの溝形
- ISO 1607 容量型真空ポンプ - 性能特性の測定
- ISO 1608 蒸気真空ポンプ - 性能特性の測定
- ISO 1609 真空技術 - フランジの寸法
- ISO 1617 アルミニウム製造用酸化アルミニウム - ナトリウム成分の定量方法 - フレーム放射吸光光度法
- ISO 1618 アルミニウム製造用酸化アルミニウム - バナジウム成分の定量方法 - NベンゾイルNフェニルヒドロキシルアミンによる吸光光度法
- ISO 1619 天然及び人造氷晶石 - 試験サンプルの作成及び保管
- ISO 1620 天然及び人造氷晶石 - シリカ成分の定量方法 - シリコモリブデン錯体による吸光光度法
- ISO 1622 プラスチック - ポリスチレン(PS)成形及び押出成形材
- ISO 1624 プラスチック - 塩化ビニールホモポリマー及びコポリマー樹脂 - 水中でのふるい分析
- ISO 1628 プラスチック - 毛細管粘度計による薄い溶液でのポリマーの粘度の測定
- ISO 1629 ゴム及びラテックス - 呼び方
- ISO 1641 エンドミル及びスロットドリル
- ISO 1651 管引抜マンドレル
- ISO 1652 ゴムラテックス - ブルックフィールド試験方法による見掛けの粘度の求め方
- ISO 1656 天然ゴム、天然ゴムラテックス - 窒素分の求め方
- ISO 1657 天然生ゴム、ゴムラテックス - 鉄分の求め方 - 1,10フェナンスロリンフォトメトリック法
- ISO 1658 天然ゴム(NR) - 評価手順
- ISO 1660 製図 - 輪郭の寸法及び公差の表示方式
- ISO 1663 硬質発泡プラスチック - 透湿性の測定
- ISO 1666 でんぷん - 含有水分の定量方法 - オーブン乾燥法
- ISO 1673 玉ねぎ - 保管の手引
- ISO 1675 プラスチック - 液体樹脂 - ピクノメータ法による密度の測定
- ISO 1680 音響 - 回転電動機械の発する空気伝達騒音測定用テストコード
- ISO 1681 情報処理 - 非穿孔紙カード - 仕様
- ISO 1683 音響 - 音響及び振動レベルの推奨基準値
- ISO 1684 ワイヤダイ、バーダイ及び引抜ダイ - 仕様
- ISO 1686 工業用ケイ酸ナトリウム及びケイ酸カリウム - サンプル及び試験方法 - 一般
- ISO 1689 工業用ケイ酸ナトリウム及びケイ酸カリウム - 二酸化珪素とナトリウムの比又は二酸化珪素と酸化カリウムの比の計算
- ISO 1690 工業用ケイ酸ナトリウム及びケイ酸カリウム - シリカ成分の定量方法 - 不溶化による重量法
- ISO 1691 工業用ケイ酸ナトリウム及びケイ酸カリウム - 炭酸塩成分の定量方法 - ガス容量法
- ISO 1692 工業用ケイ酸ナトリウム及びケイ酸カリウム - アルカリ度の定量方法 - 滴定法
- ISO 1693 天然及び人造氷晶石 - ふっ素量の定量方法 - ウィラード・ウィンター法
- ISO 1694 天然及び人造氷晶石 - 鉄分の定量方法 - 1.10フェナントロリンによる吸光光度法
- ISO 1700 映画撮影 - 8mmタイプS動画生フィルム - 裁断及び孔の寸法
- ISO 1701 ひざ形フライス盤の検査
- ISO 1703 ねじ及びナットの取付工具 - 名称集
- ISO 1704 船舶及び海洋技術 - スタッド付きアンカーチェーン
- ISO 1708 普通旋盤の検査 - 精度検査
- ISO 1709 原子力 - 核分裂性物質 - 貯蔵、取り扱い、加工における臨界安全の原則
- ISO 1711 ねじ及びナットの取付工具 - 技術仕様書
- ISO 1716 材料の燃焼試験反応 - 総燃焼熱(発熱量)の求め方
- ISO 1717 削岩 - ドライボーリング用回転式ドリルロッド及びドリルビット - 連結部の寸法
- ISO 1718 削岩 - 衝撃ボーリング用テーパ付き連結部を持つドリルロッド
- ISO 1721 削岩 - 衝撃長孔ボーリング用延長ドリル鋼装置 - 逆のこ歯ねじ付き装置1 1/16インチ及び1 1/4インチ(27mm及び32mm)
- ISO 1722 削岩 - 衝撃長孔ボーリング用延長ドリル鋼装置 - 逆のこ歯ねじ付き装置1 1/2-2 1/2インチ(38-64mm)
- ISO 1724 路上走行車 - けん引車と被けん引車との電気接続用コネクタ - 12 V公称電源電圧をもつ車両の7極コネクタタイプ12N (標準)
- ISO 1726 路上走行車 - けん引車とセミトレーラーとの機械的連結
- ISO 1728 路上走行車 - 自動車と被けん引車との空気ブレーキ接続 - 互換性
- ISO 1730 口述録音機 - 基本的動作要求事項
- ISO 1735 チーズ及び加工チーズ製品 - 脂肪分の定量方法 - 重量法(参照方法)
- ISO 1736 粉乳及び粉乳製品 - 脂肪分の定量方法 - 重量法(参照方法)
- ISO 1737 無糖練乳及び加糖練乳製品 - 脂肪分の定量方法 - 重量法(参照方法)
- ISO 1738 バター - 塩分の定量
- ISO 1739 バター - 脂肪の屈折率の測定(参照方法
- ISO 1740 乳脂肪製品及びバター - 脂肪の酸性度の定量(参照方法)
- ISO 1741 ブドウ糖 - 乾燥時の減量の測定方法 - 真空オーブン法
- ISO 1742 グルコースシロップ - 乾物の定量方法 - 真空オーブン法
- ISO 1743 グルコースシロップ - 乾物成分の定量方法 - 屈折率法
- ISO 1745 情報処理 - データ通信システムの基本形制御手順
- ISO 1746 ゴム、プラスチックスホース及びゴム管 - 曲げ試験
- ISO 1749 航空機 - エラストマーシーリングリング - 包装及び識別
- ISO 1750 殺虫剤及びその他の農薬 - 一般名
- ISO 1751 造船及び海洋構造物 - 船舶側面の小窓
- ISO 1754 写真 - 35mmフィルム及びロールフィル用カメラ - 画像寸法の測定
- ISO 1755 写真 - 映写機用スライド - 寸法
- ISO 1756 産業車両 - 荷台寸法 - 連結ゲージ
- ISO 1757 個人用写真フィルム線量計
- ISO 1762 紙、板紙及びパルプ - 灼熱温度525℃における残渣(灰分)の試験方法
- ISO 1763 カーペット - 単位長及び単位面積当たりのタフト数及び/又はループ数の計算
- ISO 1765 機械織りの床の敷物 - 厚さの測定
- ISO 1766 床の敷物 - 下地の上のパイルの厚さの測定
- ISO 1768 ガラス製液体比重計 - 熱膨張係数の一般値(液体のサイズ対応表の作成に使用する)
- ISO 1769 実験用ガラス器具 - ピペット - 色分け
- ISO 1770 固体棒状汎用温度計
- ISO 1771 二重管汎用温度計
- ISO 1772 磁器及びシリカ製実験用るつぼ
- ISO 1773 実験用ガラス器具 - 首の細いフラスコ
- ISO 1775 磁器製実験器具 - 要求事項及び試験方法
- ISO 1776 ガラス - 100℃での塩酸に対する耐性 - フレーム放射又はフレーム原子吸光光度法
- ISO 1780 映画撮影 - 動画カメラのカートリッジ、8mmタイプSモデルⅠ - 口径、絞り、フィルムの位置、圧力パッド及び圧力パッドの曲がり - 寸法及び仕様
- ISO 1781 映画撮影 - 直接反射投影用8mmタイプS動画フィルムのプロジェクタでの使用
- ISO 1783 マグネシウム合金中の亜鉛の定量方法 - (イオン交換分離EDTA)滴定法
- ISO 1784 アルミニウム及びアルミニウム合金中の亜鉛の定量方法 - EDTA滴定法
- ISO 1785 映画撮影 - 8mmプリント、タイプS、8mmの孔の開いた16mm動画フィルムの画像面積、タイプS(1 - 4) - 位置及び寸法
- ISO 1787 映画撮影 - 8mmタイプS動画フィルムのカメラでの使用 - 仕様
- ISO 1791 建築構造 - モジュール割り - 用語集
- ISO 1793 映画撮影 - 16mm動画プロジェクタ用リール(容量610m以下、サイズ38cm) - 寸法
- ISO 1795 天然生ゴム及び合成ゴム - サンプリング及びその他の調製手順
- ISO 1797 歯科用回転器具 - シャンク
- ISO 1798 軟質気泡性材料 - 引張強さと切断伸びの求め方
- ISO 1802 濃縮天然ゴムラテックス - ほう酸分の求め方
- ISO 1803 建築構造 - 公差 - 寸法精度の表現法 - 原則及び用語
- ISO 1804 漁網 - 網の糸の破壊荷重及び結び目破壊荷重の測定
- ISO 1805 漁網 - 網の糸の破壊荷重及び結び目破壊荷重の測定
- ISO 1806 漁網 - 網のメッシュ破壊荷重の測定
- ISO 1807 ばら物用連続運搬管理装置 - 四角又は台形トラフを備えたオシレーティングコンベヤ及びシェーキング又はレシプロケーティングフィーダ
- ISO 1809 繊維機械及び附属品 - ヤーンパッケージ用組口の種類 - 名称
- ISO 1810 銅合金 - ニッケル(低含有)のジメチル・グリオキシム吸光光度法
- ISO 1811 銅及び銅合金 - 化学分析用サンプルの選択と調合
- ISO 1812 銅合金 - 鉄の1,10フェナントロン吸光光度法
- ISO 1813 ベルト駆動 - ワイドセクションベルト及び六角ベルトを含むV形リブ付きベルト、ジョインドVベルト及びVベルト - 帯電防止ベルトの導電性：性質及び試験方法
- ISO 1815 ばら物用連続運搬管理装置 - 管状トラフを備えたバイブレーティングフィーダ及びコンベヤー
- ISO 1816 ばら物及びユニットロード用連続運搬管理装置 - ベルトコンベヤー - 電動プーリーの基本的性質
- ISO 1817 加硫ゴム - 流動効果の求め方
- ISO 1819 連続運搬管理装置 - 安全規約 - 一般的規則
- ISO 1823 ゴムホース及びホースアセンブリ
- ISO 1825 航空機の地上給油用ゴムホース、ゴムホースアセンブリ - 規格
- ISO 1827 加硫ゴム、熱可塑性ゴム - せん断応力又はリジッドプレートとの接着の求め方 - 4倍せん断法
- ISO 1830 紙、板紙及びパルプ - 酸溶性マンガンの定量
- ISO 1831 光学文字読み取りの印刷仕様
- ISO 1832 刃物のスローアウェイチップ - 表示法
- ISO 1833 繊維 - 定量的化学分析
- ISO 1834 巻上げ用ショートリンクチェーン - 一般的合否判定条件
- ISO 1835 巻上げ用ショートリンクチェーン - チェーンスリング、その他のための非校正グレードM(4)
- ISO 1837 フック - 名称集
- ISO 1838 生のパイナップル - 保管及び輸送
- ISO 1839 茶 - サンプリング
- ISO 1840 屠殺する動物の定義 - 豚
- ISO 1841 肉及び肉製品 - 塩素成分の定量方法
- ISO 1842 果物及び野菜製品 - pHの測定
- ISO 1853 導電性、静電防止の加硫ゴム、熱可塑性ゴム - 電気抵抗
- ISO 1854 ホウェイチーズ - 脂肪分の定量方法 - 重量法(参照方法)
- ISO 1856 軟質気泡性材料 - 圧縮永久ひずみの求め方
- ISO 1858 情報処理 - 情報交換手段として使用される磁気テープ用の中心に76mm(3インチ)の穴の開いた汎用ハブ及びリール
- ISO 1859 情報処理 - 情報交換手段として使用される未使用磁気テープ - 一般的寸法要求事項
- ISO 1860 情報処理 - 情報交換手段として使用される磁気テープ用精密リール
- ISO 1861 情報処理 - 8 rpmm(200 rpi)で記録される情報交換手段として使用される7トラック、12.7mm(0.5インチ)幅の磁気テープ
- ISO 1862 情報処理 - 8 rpmm(200 rpi)で記録される情報交換手段として使用される9トラック、12.7mm(0.5インチ)幅の磁気テープ
- ISO/IEC 1863 情報処理 - 32 ftpmm(800 ftpi)～32 cpmm(800 cpi)においてNRZ1を使用する情報交換のための9トラック12.7 mm(0.5インチ)幅の磁気テープ
- ISO/IEC 1864 情報技術 - 情報交換のための未記録12.7 mm(0.5インチ)幅磁気テープ - 32 ftpmm(800 ftpi)、NRZ1、126 ftpmm(3,200 ftpi)相符号化及び356 ftpmm(9.042 ftpi)、NRZ1
- ISO 1865 繊維機械及び附属品 - 機械式たて止め装置ののこ歯状バー - 寸法の表示法及び断面の寸法
- ISO 1871 食物及び食品 - ケルダール法による窒素定量のための一般指針
- ISO 1872 プラスチック - ポリエチレン(PE)成形及び押出成形材
- ISO 1873 プラスチック - プリプロピレン(PP)成形及び押出成形材
- ISO 1874 プラスチック - ポリアミド(PA)成形及び押出成形材
- ISO 1875 プラスチック - 軟質酢酸セルロース - ジエチルエーテルによって抽出可能な物質の定量
- ISO 1887 織物用ガラス - 可燃物成分の定量
- ISO 1888 織物用ガラス - ステープルファイバ又はフィラメント - 平均直径の測定
- ISO 1889 強化糸 - 線密度の測定
- ISO 1890 強化糸 - ねじれの測定
- ISO 1891 ファスナ - 用語
- ISO 1893 耐火物製品 - 荷重軟化点の測定 - 示差式
- ISO 1920 コンクリートの試験
- ISO 1922 硬質発泡プラスチック - せん断強さの測定
- ISO 1924 紙及び板紙 - 引張特性試験方法
- ISO 1925 機械振動 - 平衡度 - 用語集
- ISO 1926 硬質発泡プラスチック - 引張特性の測定
- ISO 1928 固形鉱物燃料 - ボンベ熱量計による総発熱量の測定及び真発熱量の計算
- ISO 1938 製品の幾何特性仕様(GPS) - 寸法測定機器
- ISO 1940 機械振動 - 一定(剛性)状態にある合成ローターの平衡品質要求事項
- ISO 1942 歯科 - 用語集
- ISO 1948 写真 - 127mm以下の写真レンズ前枠 - 付属品の取付用寸法
- ISO 1949 航空機 - 電気接続 - 設計要求事項
- ISO 1950 航空機 - 修理、保守、地上取扱及び安全/危険ポイントの識別
- ISO 1951 辞書の収録語の提示/表示 - 要求事項、推奨事項及び情報
- ISO 1952 固形鉱物燃料 - 希塩酸内の抽出性金属の定量
- ISO 1954 合板 - 寸法の公差
- ISO 1956 果物及び野菜製品 - 形態及び構造用語
- ISO 1957 機械織りの床の敷物 - 物理試験用試験片の選択及び裁断
- ISO 1968 繊維ロープ及び縄 - 用語集
- ISO 1969 繊維ロープ - ポリエチレン - 三つ打ち、四つ打ちロープ
- ISO 1977 コンベヤーチェーン、アタッチメント及びスプロケット
- ISO 1984 ベッド形横フライス盤及び立フライス盤の検査 - 精度検査
- ISO 1985 立軸角テーブル形平面研削盤の検査 - 精度検査
- ISO 1986 水平研削といし軸及び角テーブルを備えた平面研削機の試験条件 - 精度の試験
- ISO/IEC 1989 情報技術 - プログラミング言語 - COBOL
- ISO 1996 音響 - 環境騒音の記述、測定及び評価
- ISO 1998 石油工業 - 用語